# 맘보 킹
맘보 킹(The Mambo Kings)은 미국에서 제작된 안 글림처 감독의 1992년 드라마 영화이다. 아맨드 아상테 등이 주연으로 출연하였고 아논 밀천 등이 제작에 참여하였다.

## 시놉시스
1950년대 초, 쿠바 출신의 음악 형제 세사르와 네스터 카스티요는 자신들이 공연하던 클럽의 갱단과 충돌한 후, 쿠바 아바나를 탈출하게 된다. 미국 뉴욕에 정착한 두 사람은 생계를 위해 허드렛일을 하며, 음악 경력을 되살리기 위한 노력을 이어간다. 어느 날 세사르는 유명 맘보 스타 티토 푸엔테의 공연에 무단으로 무대에 올라 연주에 끼어들고, 그곳에서 새로운 인연들을 맺게 된다. 그는 담배를 파는 여인 래너 레이크와 사랑에 빠진다.
한편, 네스터는 다른 여성들에게는 무심한 채 과거 쿠바에서 사랑했던 마리아 리베라를 잊지 못하고, 그녀를 향한 발라드 내 영혼의 아름다운 마리아(Beautiful Maria of My Soul)를 끊임없이 작곡한다. 그러던 중, 그는 조용하고 따뜻한 성격의 여성 돌로레스 푸엔테를 만나게 되고, 그녀가 임신을 하자 결혼을 결심한다.
어느 날 밤, 형제는 일하던 클럽에서 우연히 마주친 손님의 관심을 받는데, 그는 다름 아닌 쿠바 출신의 밴드 리더이자 미국 텔레비전 스타 데지 아나즈였다. 아나즈는 네스터와 돌로레스를 집으로 초대한 후, 두 형제를 자신의 시트콤 프로그램 《아이 러브 루시》의 에피소드에 출연시키기로 한다.
하지만 찾아온 유명세는 오래가지 않는다. 야망이 큰 세사르와 달리, 네스터는 소박한 삶을 원했고, 돌로레스와의 안정된 결혼생활을 꿈꾼다. 그러나 그의 마음 한구석에는 여전히 마리아에 대한 미련이 남아 있다. 세사르는 동생에게 마리아에 대한 진실을 털어놓는다. 과거 마리아는 네스터에게 내려진 청부살인을 막기 위해 쿠바의 갱단 보스 루이스 파하르도에게 떠났다는 것이다. 세사르는 자신이야말로 돌로레스 같은 여인과 어울린다고 생각하면서도, 그 감정을 드러내지 않는다.
그러던 중 눈 내리던 어느 밤, 두 형제가 함께 타고 가던 자동차가 미끄러져 나무에 충돌하는 사고가 발생한다. 뒷좌석에 있던 세사르는 경미한 부상을 입었지만, 운전하던 네스터는 그 자리에서 목숨을 잃는다. 충격에 빠진 세사르는 동생을 기리기 위해 소박한 음악 클럽을 열고, 돌로레스는 그를 찾아와 네스터가 남긴 노래, '내 영혼의 아름다운 마리아'를 불러달라고 부탁한다.

## 출연

### 주연
- 아맨드 아상테
- 안토니오 반데라스
- 캐시 모리어티
- 마루츠카 데트메르스

### 조연
- 로스코 리 브라운
- 탈리사 소토

## 제작진
- 공동제작: 잭 번스타인
- 미술: 스튜어트 워첼
- 의상: 앤 로스
- 의상: 게리 존스
- 의상: 브리짓 켈리
- 배역: 빌리 홉킨스
- 안무: 마이클 피터스

## 한국어 더빙 성우진(KBS, 1996년 1월 6일)
- 양지운 - 세사르 (아맨드 아상테)
- 홍시호 - 네스토 (안토니오 반데라스)
- 이경자 - 란나 (캐시 모리어티)
- 강희선 - 돌로레스 (마루츠카 데트메르스)
- 나수란
- 문영래
- 이윤선
- 김옥경
- 구자형